# Medina (Wisconsin)
Medina es un pueblo ubicado en el condado de Dane en el estado estadounidense de Wisconsin. En el Censo de 2010 tenía una población de 1.376 habitantes y una densidad poblacional de 15,95 personas por km².

## Geografía
Medina se encuentra ubicado en las coordenadas 43°9′23″N 89°3′50″O / 43.15639, -89.06389. Según la Oficina del Censo de los Estados Unidos, Medina tiene una superficie total de 86.24 km², de la cual 85.24 km² corresponden a tierra firme y (1.16%) 1 km² es agua.

## Demografía
Según el censo de 2010, había 1.376 personas residiendo en Medina. La densidad de población era de 15,95 hab./km². De los 1.376 habitantes, Medina estaba compuesto por el 92.3% blancos, el 0.36% eran afroamericanos, el 0.07% eran amerindios, el 0.73% eran asiáticos, el 0% eran isleños del Pacífico, el 5.52% eran de otras razas y el 1.02% pertenecían a dos o más razas. Del total de la población el 8.21% eran hispanos o latinos de cualquier raza.